# Patarét
Patarét (románul: Pata-Rât) Kolozsvár egyik része a város keleti felén; itt található a város szeméttelepe. A Pataréten 2019-ben mintegy kétezer, többségében roma lakos élt.

## Fekvése
Szamosfalva irányából a repülőtérrel szemben a Szamosfalvi útról (Calea Traian Vuia) déli irányban kiinduló Pataréti úton (Drumul Pata-Rât) közelíthető meg.

## Leírása
A minden infrastruktúrát nélkülöző terület négy övezetből áll: Dallas, Kanton, Zöld Domb, Rámpa;  mindegyiknek a lakói külön közösséget alkotnak. A szeméttelep közvetlen közelében helyezkedik el a Rámpa, legtávolabb a Kanton. Az itt lakók barakkokban, maguk építette viskókban, és a városvezetés által biztosított úgynevezett moduláris házakban élnek. Egy-egy moduláris ház négy 16–18 négyzetméteres szobából áll, mindegyikben egy család lakik. A családok közösen használják a két négyzetméteres fürdőhelyiséget.

## Története
Az első három család az 1960-as évek végén telepedett le az ipari szemétlerakó környékén. 1971-ben a kolozsvári városgazdálkodási vállalat hulladékelhelyezési célra öt évre bérbe vett egy 32 107 négyzetméteres területet a szamosfalvi mezőgazdasági termelőszövetkezettől. 1993-ban a kolozsvári városi tanács elbirtoklás címén a saját nevére vette az ingatlant. 1996-ban az első hajléktalanná vált családok letelepedtek a Kanton utca és a Patarét utca kereszteződésében, 2000-ben pedig elkezdett benépesülni a régi szemétlerakó. 2002-ben a Kanton utcába telepítettek ki 80 személyt a lebontott Gilovics-házból. 2004-ben a Monostori-erdőből költöztettek ide sátoros cigányokat. 2006 novemberében a rendőrségi két razziát tartott a rámpán, és felgyújtotta a viskókat. (2018-ban az Emberi Jogok Európai Bírósága elmarasztalta emiatt Romániát, és kártérítést ítélt meg az áldozatoknak.)
2010-ben a Mărăști és Györgyfalvi negyed közötti Coastei utcából a jogszabályok megsértésével telepítettek ide 76, főként roma családot; az így felszabadult telket a román ortodox egyház kapta meg. A kitelepítés során 30 család számára nem biztosítottak elhelyezést; őket rokonok fogadták be. Civil szervezetek több tüntetést, petíciót és nyílt levelet kezdeményeztek a kitelepítettek érdekében.
2010 után Hargita megyéből néhány kizárólag magyarul beszélő roma család is megtelepedett a szemétlerakónál, akik elkülönült csoportot alkottak.
2014. október és 2017. április között a Kolozsvári Metropoliszövezet Közösségközi Fejlesztési Egyesület a Norvég Alaptól elnyert 4 millió eurós támogatással projektet indított a szegregációs folyamatok megállítására / visszafordítására. 35 család (143 fő) számára szociális lakást biztosítottak, illetve további támogatást a beilleszkedés elősegítésére. 304-en segítséget kaptak a születési bizonyítvány és személyi igazolvány megszerzéséhez, 41 családot beregisztráltak a családi pótlék rendszerébe, 29-en segítséget kaptak bankszámla nyitásához, 11 gyermek számára törvényes képviselőt jelöltek ki, 11 főt bejelentettek a háziorvoshoz. 70 fő álláshoz jutott, 41 fiatal szakképzésben vett részt. 179-en jogi tanácsadásban, 297-en orvosi vizsgálatban részesültek. 30 gyermeket sikerült a közoktatásba integrálni. Ezen felül számos kulturális rendezvényen biztosították a telep lakóinak részvételét. A projekt folytatásaként 2020-ban indult el a Pata 2.0 elnevezésű projekt. Az új projektben többek között babacsomagokat osztanak ki az újszülöttek édesanyjainak.
2015-ben a régi szemétlerakót bezárták, de rekultivációra nem került sor, és egy része még 2020-ban is üzemelt. Az új szemétlerakót a moduláris házaktól 300 méterre létesítették. A szeméttelepen több ízben tűz ütött ki, 2017 őszén pedig a szemétdomb megcsúszása következtében egy 6000 köbméteres mérgező tó alakult ki, amelynek vize utóbb a Kis-Szamosba is belefolyt.
2017-ben és 2018-ban a Jazz in the Park fesztivál egy-egy napját Pataréten tartották, hogy felhívják a figyelmet a szeméttelepen lakók életkörülményeire és az őket sújtó diszkriminációra.
2021-ben egy kolozsvári magáncég, a Klarwin társadalmi felelősségvállalási projektet indított az ivóvíz biztosítása érdekében.
2021. augusztusban menetrend szerinti autóbuszjáratot létesítettek, amely a Patarétet összeköti a várossal. A járat munkanapokon naponta négyszer közlekedik.
Emil Boc polgármester 2021-es nyilatkozata szerint a telepet 2030-ra megszüntetik.

## Híres emberek
A helyiek által "Bert úr"-nak nevezett Lambertus Johannes Looij holland asztalos és felesége, Margriet az 1990-es évek óta él Kolozsváron, és majdnem minden nap megjelenik Pataréten, segítve az itt élő családokat a mindennapokban.

## A kultúrában
- Szakáts István 2017-ben bemutatott Pata-Cluj című dokumentumfilmje a Norvég Alap projektjét mutatja be.[29]
- 2018-ban Miron Zownir(wd) német-ukrán fotógráfus Kolozsvár és Nagybánya nyomortelepein, köztük Pataréten fotózott; műveit a Flashback. Visszatérés Kolozsvárra címmel 2020-ban állították ki a Bánffy-palotában.[30]
- A bukaresti Stagiune de Teatru Politic 2020-ban bemutatott Capete Înfierbântate 2020 [Forrófejűek 2020] című előadásában elhangzik egy Pataréten élő asszony monológja.[31]